# Франко Фратини
Франко Фратини (итал. Franco Frattini; Рим, 14. март 1957 — Рим, 24. децембар 2022) био је италијански политичар. 
Обављао је функцију Министра иностраних послова у влади Републике Италије. До маја 2008. године налазио се на положају Европског комесара за правду и био је један од 5 потпредседника Европске комисије. Био је члан Берлусконијеве владе од 2001. године, а функцију министра преузео је 14. новембра 2002.
Залагао се за људска права, борбу против тероризма и организованог криминала, питања имиграције и виза, дечја права са циљем да сви грађани Европске уније имају иста права и слободе. Напустио је место министра 16. новембра 2011 године.